# Элфвин (король Дейры)
Элфвин (англ. Ælfwine; 661—679) — король Дейры (670—679) из династии Идингов.

## Биография
Элфин — сын Освиу и его третьей жены Энфледы.
Получив престол Нортумбрии, Эгфрит сделал младшего брата Элфвина королём Дейры. Элфвин был совсем еще ребёнком и не имел реальной власти. Он правил Дейрой и слушался старшего брата.
В 679 году Эгфрит и Элфин выступили против Мерсии, королём которой в то время был Этельред I. В состоявшемся на реке Трент сражении нортумбрийцы потерпели поражение. Элфвин пал на поле боя.